# 第207步兵師 (德國國防軍)
德國國防軍陸軍第207步兵師（德語：207. Infanterie-Division）是納粹德國國防軍陸軍的一個步兵師。該師於1939年8月組建。
該師組建後，首次作戰為參與1939年9月的入侵波蘭行動。1940年，該師參與入侵法國行動。
該師最後於1940年8月調回德國國內解散，第207步兵師番號直到1945年德國投降再也沒有重新使用。

## 註腳
1. ↑  Mitcham（2007年）